# Molophilus (Molophilus) pictifemoratus
Molophilus (Molophilus) pictifemoratus is een tweevleugelige uit de familie steltmuggen (Limoniidae). De soort komt voor in het Palearctisch gebied.